# Comunidad judía de Asti
La comunidad judía de Asti fue una antigua comunidad judía en la comuna italiana de Asti, de las más importantes de la región de Piamonte, hoy una sección de la comunidad judía de Turín.

## Historia

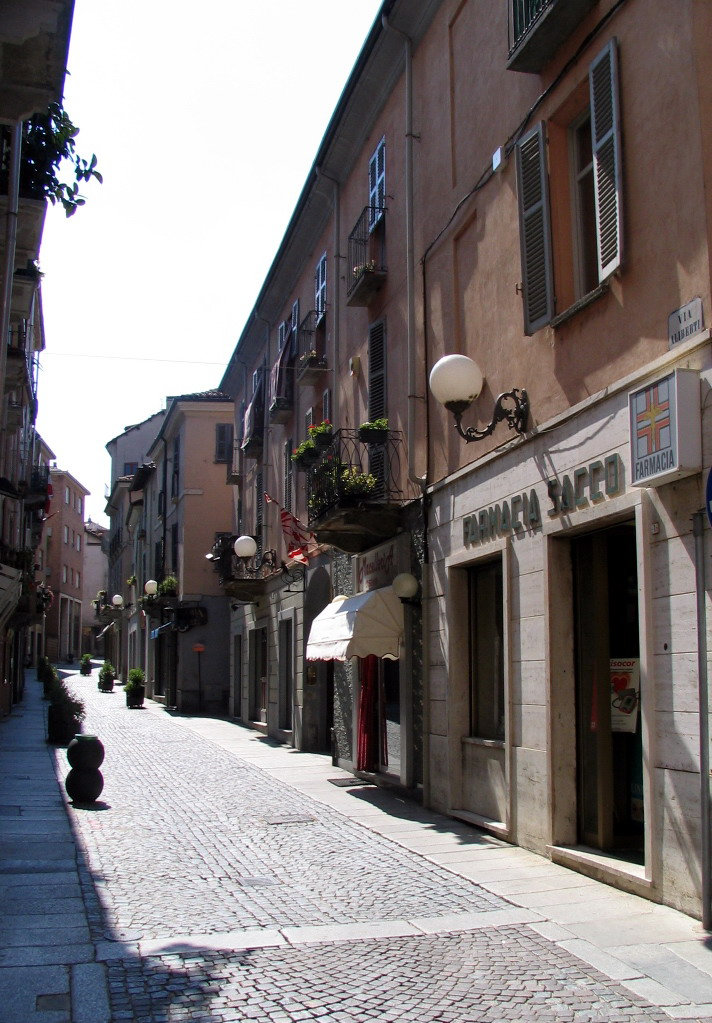
Entrada al gueto

Una primera documentación de la presencia judía en Asti se remonta al 812, pero fue la expulsión de judíos de España, Provenza y el Valle del Rin a partir del siglo XIV lo que supuso un aumento significativo de la población judía en Asti, Moncalvo y Fossano. Estos grupos tenían el mismo ritual litúrgico (una combinación de rituales ashkenazi y del francés antiguo) y hablaban un dialecto hebreo-piamontés.
Los judíos se dedicaron inicialmente al curtido de pieles y al teñido de tejidos, oficios que en la Edad Media se consideraban impuros, casi en su totalidad prerrogativa de los ciudadanos más acosados. De hecho, veinte peleteros se encontraban en el territorio del asentamiento judío. Al tener prohibido poseer las propiedades, algunos judíos se dedicaron principalmente al crédito de empeño (en Asti, hasta hace algunas décadas, el banco Levi-Montalcini seguía activo).
En 1723, el estado de Saboya estableció el gueto: ningún judío podía residir fuera del recinto establecido.
El gueto estaba ubicado en el distrito de los Israelitas, antes del Cappellai (actual vía Aliberti) y además del San Bernardino (ahora vía Ottolenghi), donde todavía está presente la sinagoga del siglo XVIII, con su  muy interesante museo, rico en mobiliario. .

Entrada al gueto (vía Aliberti), la Sacra conversazione, obra de Giancarlo Aliberti.

Los edificios del gueto todavía son claramente identificables en el distrito de San Secondo. La escasez de espacio edificable en el gueto llevó a los judíos a desarrollar las viviendas de forma subterránea y vertical, reduciendo el área de los patios. La casa de los Artom fue la primera casa del gueto, a la entrada del distrito de los Israelitas. Sus ventanas daban a la Piazza San Secondo y al Palazzo Comunale. La familia Artom, culpable de poseer las dos ventanas que asomaban al "exterior", hacia los "gentiles", fue obligado a realizar un fresco que representaba una "sagrada conversación", pintado por el pintor Giancarlo Aliberti (1662-1740), entre las dos ventanas, como compensación por el "privilegio" que se les concedió.
En 1791, con la llegada de los franceses, los judíos fueron considerados ciudadanos libres en todos los aspectos, y en 1797, las puertas del gueto fueron demolidas en Asti. En 1810 se inauguró el nuevo cementerio (en la actual via dei Martiri Israelitici) para reemplazar el antiguo Prato degli ebrei, que estaba ubicado entre la actual via Antica Zecca y via d'Azeglio.
Durante la Restauración, por un breve período (1815) se reiteraron las antiguas restricciones antijudías, pero con el Estatuto Albertino de 1848 se produjo la completa emancipación de la comunidad judía. Las familias judías más ricas compraron nuevas casas fuera del antiguo complejo, aunque este siguió siendo el vecindario de los judíos más desfavorecidos.
En este período había 267 judíos en Asti. Nace la primera carnicería kosher y la primera escuela judía de la ciudad (el Instituto Clava). En 1889 se remodelada la antigua sinagoga con la ampliación del Ezrat Nashim y de los ventanales.
Los judíos se integraron así en el tejido social de la sociedad decimonónica de Asti, baste recordar al senador Isacco Artom, que fue secretario de Camillo Benso, conde de Cavour, a los concejales municipales Zaccaria Ottolenghi (constructor y benefactor del Teatro Alfieri ) y Lazzaro Artom. En la actualidad, encontramos los apellidos de las familias De Benedetti, Clava, Treves, Levi-Montalcini, en el nombre de edificios y en muchas placas conmemorativas.
El siglo XX trajo la Segunda Guerra Mundial y las persecuciones nazi-fascistas que vaciaron el gueto deportando a sus habitantes. Sólo tres de los treinta deportados regresaron a Asti (una placa en el patio de la sinagoga recuerda los nombres de los deportados). Después de la liberación, los judíos de Asti, reducidos a un pequeño número, ya no pudieron reconstruir su comunidad, que hoy existe solo como una sección de la Comunidad judía de Turín.